# Любартовское сражение
Любартовское сражение (нем. Schlacht bei Lubartow) — сражение между 3-й армией русского Северо-Западного фронта и 4-й австро-венгерской армией, развернувшееся 5—8 августа 1915 года в районе города Любартов (Польша) во время Первой мировой войны.

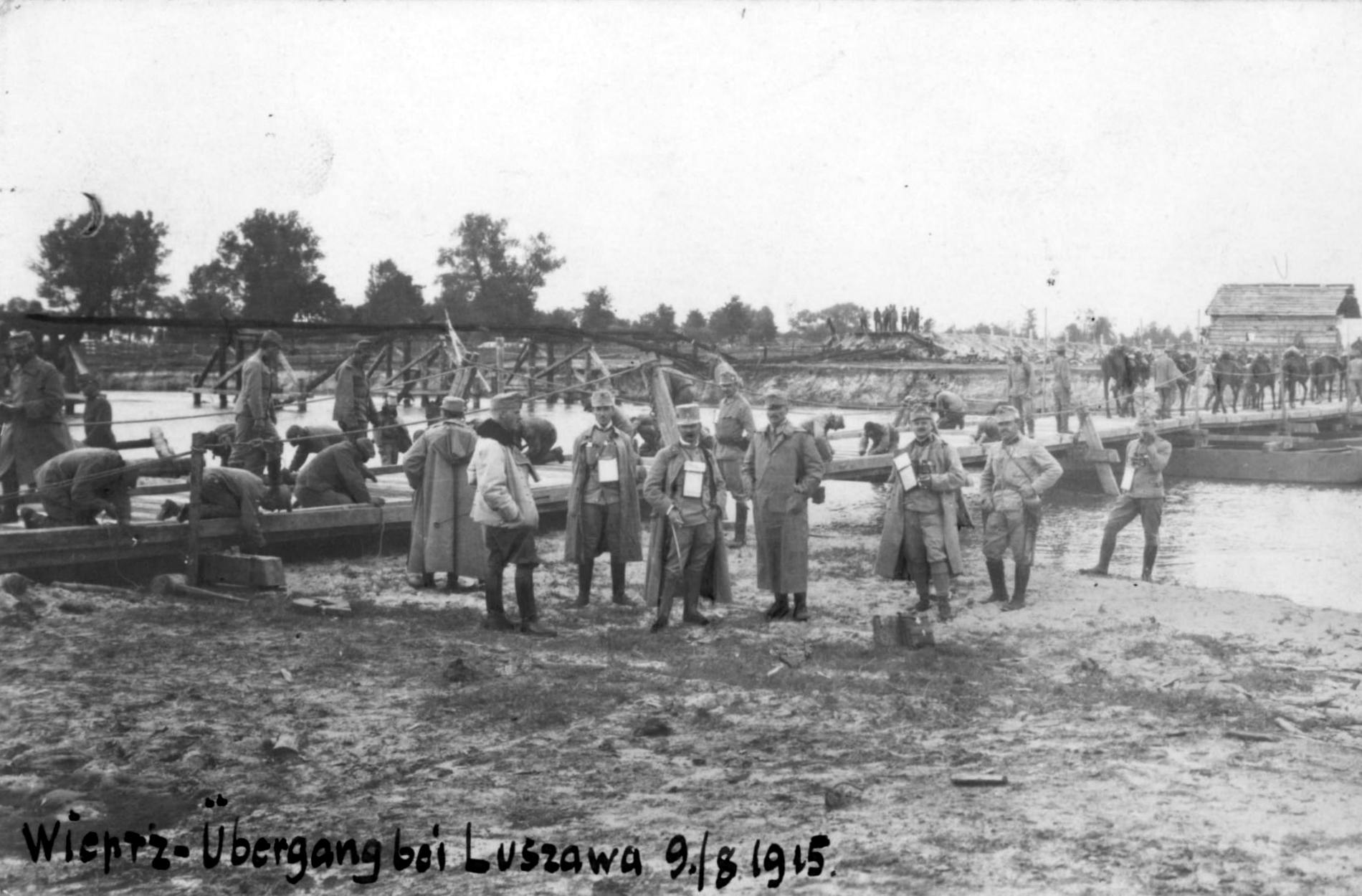
Наведение после сражения переправы через Вепш возле Люшавы

## План операции
После Холмского 9 (22) июля—19 июля (1 августа) и Люблинского 13 (26) июля—23 июля (5  августа) сражений началась перегруппировка австро-германских армий для дальнейшего преследования отходящих из южной Польши русских армий и для нового наступления на восточном берегу Буга.
4-я австро-венгерская армия после занятия Люблина почти достигла Любартова одним крылом и была в 10 км от Ивангорода на другом крыле. 4 августа командующий группы армий Макензен приказал 4-й армии «продолжать наступление на Вепш в том же направлении, что и прежде, и быстро овладеть Любартовом». Командование 4-й армии приказало начать атаки 6 августа. Главный удар наносился армейской группой Й. Рота (14-й и 9-й корпуса) на правом фланге армии прямо на Любартов; западнее 10-й корпус сильным левым крылом должен был наступать в направлении Вельколяса, 8-й корпус — в направлении Баранува.

## Ход сражения
На рассвете 6 августа артиллерия группы Рота начала обстреливать позиции 15-го русского корпуса между Любартовом и Седлиской. Однако предпринятый в начале дня штурм силами ударной группы «Лишке» (26-я и 21-я пехотные дивизии) провалился из-за упорной обороны постоянно усиливающегося противника. Рот усилил бригадой ударную группу и приказал 45-й пехотной дивизии атаковать Любартов между железной дорогой и рекой Вепш. После возобновления артиллерийской подготовки по позициям на высоте А183 усиленная 21-я дивизия снова пошла в наступление и с наступлением темноты после ожесточенного боя ворвалась в русские траншеи. На других участках боевых действий прорыв не увенчался успехом: в 10-м корпусе 37-я пехотная дивизия, усиленная частями 24-й пехотной дивизии, только приблизилась к позициям русского 25-го корпуса, но не атаковала; 8-й корпус также не перешёл в наступление. Наступавший правее 4-й армии левый фланг 11-й армии (группа Эммиха - германские 10-й и 10-й резервный корпуса) также не добился успеха в атаках на 6-й Сибирский корпус.
Вечером Макензен снова выразил надежду, что «4-я армия преуспеет в очистке южного берега Вепша 7 августа, поскольку не следует ожидать устойчивого сопротивления перед сильным вепшским участком». Он упомянул о необходимости форсировать Вепш правым крылом 4-й армии, чтобы дать возможность наступать центру и левому крылу 11-й армии. В соответствии с этими инструкциями командование 4-й армии приказало продолжить наступление 7 августа по всему фронту. Группа Рота была усилена тремя дивизиями.
Ночью 7 августа русские попытались контратаковать с целью вернуть утраченные позиции юго-западнее Любартова. Но 21-я пехотная дивизия совместно с частями 11-й отразили все атаки. В ходе этих боев частям 3-й и 45-й пехотной дивизии, наступавшим с вечера предыдущего дня, удалось ворваться в русские окопы по обе стороны железнодорожной станции Любартов и прочно закрепиться там. 
Таким образом, наступление группы «Лишке», к которой справа присоединились 3-я и 45-я пехотные дивизии, а слева — 41-я пехотная дивизия, возобновилось уже на широком фронте против русских, которые заняли вторую позицию примерно в тысяче шагов к северу от точек прорыва. Около 10 утра 26-я дивизия и правое крыло 41-й дивизии прорвали вторую русскую позицию. В результате в 11:00 утра наступающие дивизии пересекли дорогу Любартов—Седлиска. Вскоре после этого пал и сам город Любартов. Восточнее 45-я дивизия вела ожесточённые бои с противником, занявшим участок железной дороги севернее Любартова фронтом на юг.
Наступавший западнее Любартова 9-й корпус столкнулся с упорной обороной русских на ручье Минина, и только поздно вечером и только в одном месте Польскому легиону удалось пересечь ручей. Днем, после ожесточенного рукопашного боя, 24-я пехотная дивизия 10-го корпуса отбила у 25-го армейского корпуса Михалувку; 37-я пехотная дивизия, отразившая мощную контратаку русских ранним утром, с утра оставалась на своих позициях. Бои на левом фланге армии были более успешными. Там 47-я дивизия штурмом взяла Загроды и выдержала мощный натиск русских гренадер. К ночи все три дивизии 8-го корпуса сумели продвинуться на запад, север и восток от Загрод, однако дойти до пункта задачи дня, Баранува, австрийцам не удалось. 

## Результаты
Врезавшись клином шириной 15 км на глубину до 20 км в русский фронт северо-западнее Любартова, в ходе которого у противника было взято 6000 пленных, 4-я армия могла нанести противнику серьезный урон, энергично продолжая наступление. По этой причине командование армии в ночь на 8-е число отдало соответствующие указания. Но русские войска ночью отошли, оставив арьергарды. 8 августа корпуса 4-й армии последовали за ними и достигли Вепша без боёв или с небольшими стычками. 6-й Сибирский корпус также отступил ночью на линию восточнее Вепша севернее Тарло — Острув-Любельски.